# 杨明轩

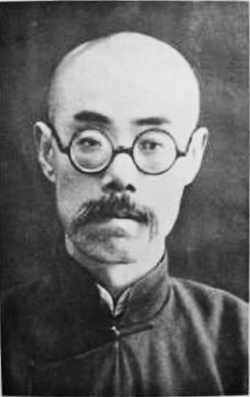

杨明轩（1891年—1967年8月22日），原名荃骏，字明轩，以字行，男，陕西鄠县人，中国共产党、中华人民共和国民主人士及政治人物，原副国级领导人。曾任全国人民代表大会常务委员会副委员长、中国民主同盟主席。

## 生平
清朝宣统元年（1909年）起，杨明轩相继在西安府中学堂、陕西法政学堂、秦省第一中学、三秦公学读书。1911年辛亥革命爆发后，他参加学生队，负责在西安街头维护秩序。 1913年，他获推荐公费留学日本，进入东京同文书院，1914年夏归国。1915年夏考入国立北京高等师范学校，在校期间与匡互生等人组织少年中国会和同言社，出版《工学》期刊，创建平民学校。随后他和匡互生、张耀斗等人参加五四运动，并因此而两度被北洋政府逮捕。获释后，他回到陕西，历任三原渭北中学、西安陕西省立第二中学教务主任，陕西省立第一师范学校校长。后来他被陕西省教育当局免职。 1923年，赴上海大学任教并兼任附中部主任，其间他受到该校中共党员瞿秋白、邓中夏、恽代英等人影响。
1924年，受李子洲约请回陕西，任绥德陕西省立第四师范学校教务主任。1925年与魏野畴等组织陕西国民党党员俱乐部，接着组成中国国民党陕西省临时党部，任临时省党部执委兼陕北二十三县党务特派员。1926年12月，加入中国共产党。国民联军驻陕总司令部成立后，他被该司令部任命为陕西省教育厅厅长。他还任中国国民党西北临时政治委员会常务委员、中国国民党陕西省党部执行委员会常务委员。1927年4月12日蒋介石在上海发动清党。4月25日，杨明轩、刘含初等中共党员以中国国民党陕西省党部领导人的身份通电声讨蒋介石。后来冯玉祥附和蒋介石，在陕西开展清党，杨明轩被罢免了中国国民党西北临时政治委员会常务委员、中国国民党陕西省党部执行委员会常务委员的职务，并被开除中国国民党党籍，遭到通缉。他遂由西安赴武汉，不久秘密回户县养病。 
1928年初，他在户县黄堆堡被当局逮捕。1929年8月，他经教育界保释出狱。出狱后他曾寻找中共组织，但未能找到。同年冬，他到上海立达学园任教一年。1931年，他回到陕西，在西安女子师范学校和中山中学任教。1933年，他再度赴上海，仍在立达学园任教。
1936年，他回到西安，经杜斌丞推荐，担任西北各界救国联合会交际部部长。西安事变爆发当天，他主持召开十八个救亡团体的紧急会议，一致决议并通电拥护张学良、杨虎城的八项主张；12月16日他主持召开西安市民大会，会后组织游行，支持张学良、杨虎城的爱国行动。1937年1月，西北教育界抗日救国大同盟成立，他任执委会主席。1937年夏，他被陕西省政府任命为教育专员，派赴欧洲考察教育，其间他出席了在巴黎召开的世界学生联合会代表大会，年底归国。1937年底，在归国后不久，他得到林伯渠通知称，中共中央批准恢复其党组织生活。此后他以学者和民主人士的身份，和杜斌丞一起在西安从事抗日民主活动。他还支持李敷仁创办的《老百姓报》。 
1941年，中国民主政团同盟成立。1942年起，他和杜斌丞等人共同筹划成立中国民主政团同盟在西北地方的组织，并于1945年2月成立中国民主同盟西北总支部，杜斌丞任主任委员，杨明轩任执行委员，分管组织工作。1946年，他任中国民主同盟西北总支部组织部部长。1946年春，杜斌丞遭到国民党特务监视，李敷仁遭到枪击，中国民主同盟西北总支部机关报《秦风·工商日报联合版》营业部被捣毁，他也被国民党监视并列入黑名单。同年8月，他经中共秘密护送至延安。1948年3月，他被增选为陕甘宁边区政府副主席。同年5月，中国民主同盟西北临时工作委员会在延安成立，杨明轩当选主任委员。

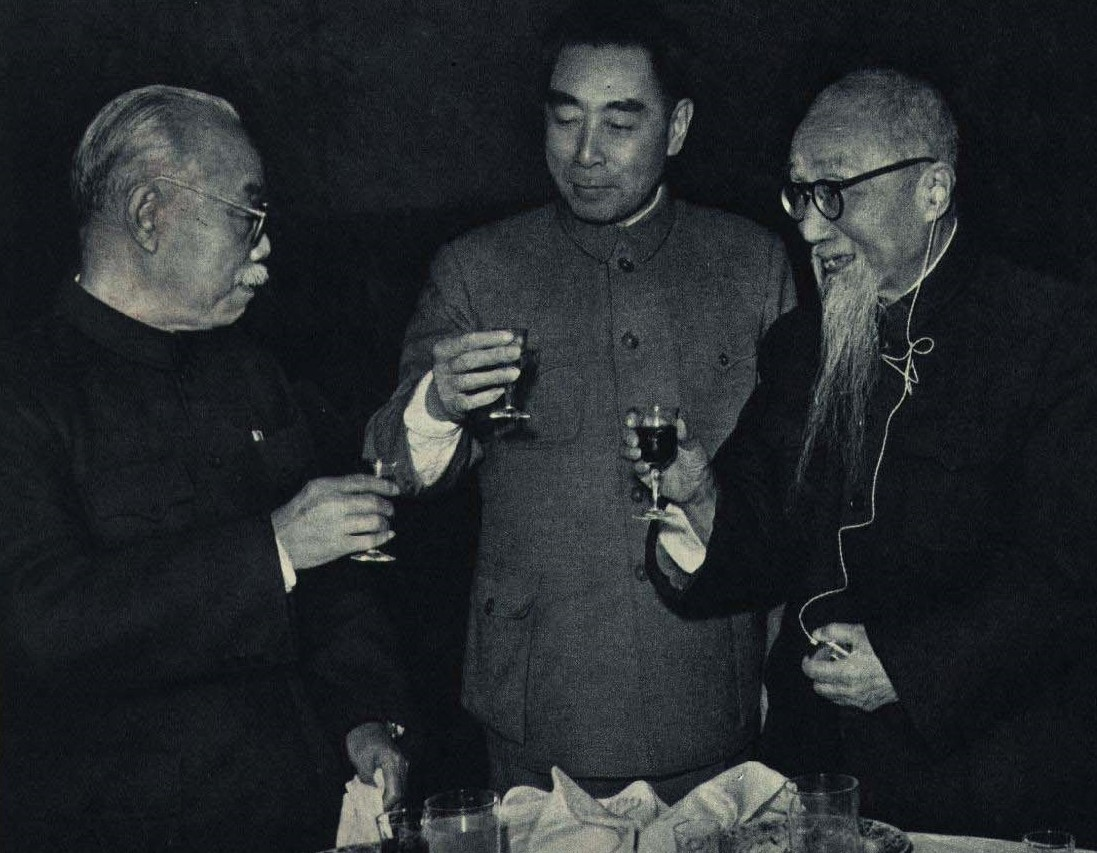
1962年全国政协酒会上，杨明轩、周恩来、陈叔通

1949年8月，他赴北平出席了中国人民政治协商会议第一届全体会议，并被选为政协第一届全国委员会委员。1950年后，他历任西北军政委员会委员兼文教委员会主任、西北行政委员会副主席兼文教委员会主任、《光明日报》社社长。1958年11月在中国民主同盟第三次代表大会上被选为民盟中央副主席，1963年，沈钧儒逝世后接任民盟中央主席。1965年在第三届全国人民代表大会第一次会议上，当选为全国人大常务委员会副委员长。他还是第一、二届全国人大常委会委员。
1967年8月22日，杨明轩在北京病逝。